# Toyota TF104
O  TF104 e TF104B foi o modelo da Toyota da temporada de 2004 da Fórmula 1. 
Condutores do TF104:  Cristiano da Matta e Olivier Panis e condutores do TF104B: Cristiano da Matta, Olivier Panis, Ricardo Zonta e Jarno Trulli.

## Resultados[1][2]
(legenda) 
| Ano  | Chassis | Motor             | Pneus | N° | Pilotos            | 1   | 2   | 3   | 4   | 5   | 6   | 7   | 8   | 9   | 10  | 11  | 12  | 13  | 14  | 15  | 16  | 17  | 18  | Pontos | Posição |  |
| ---- | ------- | ----------------- | ----- | -- | ------------------ | --- | --- | --- | --- | --- | --- | --- | --- | --- | --- | --- | --- | --- | --- | --- | --- | --- | --- | ------ | ------- |  |
|      |         |                   |       |    |                    |     |     |     |     |     |     |     |     |     |     |     |     |     |     |     |     |     |     |        |         |  |
|      |         |                   |       |    |                    | AUS | MAL | BHR | SMR | ESP | MON | EUR | CAN | USA | FRA | GBR | GER | HUN | BEL | ITA | CHN | JPN | BRA |        |         |  |
| 2004 | TF104   | Toyota RVX-04 V10 | M     | 16 | Cristiano da Matta | 12  | 9   | 10  | Ret | 13  | 6   | Ret | DSQ | Ret | 14  | 13  |     |     |     |     |     |     |     | 9      | 8º      |  |
| 2004 | TF104   | Toyota RVX-04 V10 | M     | 17 | Olivier Panis      | 13  | 12  | 9   | 11  | Ret | 8   | 11  | DSQ | 5   | 15  | Ret |     |     |     |     |     |     |     | 9      | 8º      |  |
| 2004 | TF104B  | Toyota RVX-04 V10 | M     | 16 | Cristiano da Matta |     |     |     |     |     |     |     |     |     |     |     | Ret |     |     |     |     |     |     | 9      | 8º      |  |
| 2004 | TF104B  | Toyota RVX-04 V10 | M     | 16 | Ricardo Zonta      |     |     |     |     |     |     |     |     |     |     |     |     | Ret | 10† | 11  | Ret |     |     | 9      | 8º      |  |
| 2004 | TF104B  | Toyota RVX-04 V10 | M     | 16 | Jarno Trulli       |     |     |     |     |     |     |     |     |     |     |     |     |     |     |     |     | 11  | 12  | 9      | 8º      |  |
| 2004 | TF104B  | Toyota RVX-04 V10 | M     | 17 | Olivier Panis      |     |     |     |     |     |     |     |     |     |     |     | 14  | 11  | 8   | Ret | 14  | 14  |     | 9      | 8º      |  |
| 2004 | TF104B  | Toyota RVX-04 V10 | M     | 17 | Ricardo Zonta      |     |     |     |     |     |     |     |     |     |     |     |     |     |     |     |     |     | 13  | 9      | 8º      |  |

† Completou mais de 90% da distância da corrida.